# Sociedad Deportiva Atlético Nacional
La Sociedad Deportiva Atlético Nacional es un equipo de fútbol de la Ciudad de Panamá, pero por temas administrativos durante 2025 representa a la Provincia de Chiriquí, Panamá. Actualmente compite en la Conferencia Oeste de la Primera División de Panamá. Cabe destacar que es el equipo de la Policía Nacional de Panamá.

## Historia
Los Policías son los sucesores del Atlético Nacional, un equipo de ANAPROF. Participaron en los torneos nacionales con el nombre de Club Deportivo Policía Nacional hasta 2008 donde cambiaron su nombre a Sociedad Deportiva Atlético Nacional[cita requerida]. No confundir con el equipo profesional colombiano del mismo nombre de Atlético Nacional.
En 2005 el equipo logró el título de la extinta Categoría Primera A y el boleto a la ANAPROF derrotando al Atalanta con un marcador 1-0. Pero el año siguiente volvió a descender a la Segunda División de Panamá[cita requerida].
En 2014 obtienen medio boleto para lograr su ascenso a la LPF, derrotando en la final al SUNTRACS, en tanda de penales 4 a 2.[cita requerida]
El 7 de junio de 2015 en la Super Final de Ascenso, el Atlético Nacional derrota 3-0 al SUNTRACS y obtiene su boleto a la máxima categoría de la Liga Panameña de Fútbol para afrontar el torneo Apertura 2015.[cita requerida]

## Plantilla

### Indumentaria y Patrocinadores
| Período       | Proveedor   | Patrocinador                                  |
| ------------- | ----------- | --------------------------------------------- |
| 2014–2016     | Adidas      |                                               |
| 2017-2018     | Adidas      | Niko´s Cafe Parker Electronics                |
| 2018-2021     | Kelme       | Niko's Café                                   |
| 2021-2022     | Valor Sport | Niko's Café                                   |
| 2021-2023     | Valor Sport | First Quantum Minerals LTD SportShake         |
| 2023          | Adidas      | TERMOPANEL Zona Libre de Colón                |
| 2024          | Adidas      | TERMOPANEL Zona Libre de Colón Banco Nacional |
| 2025-presente | Nitidosport |                                               |

## Directores Técnicos
- Gustavo Ávila
- Lorenzo Mabrini
- Gustavo Ávila (2022-Act.)
- 🇨🇴 Hugo Ramos (2000)

## Palmarés
| Competición nacional           | Títulos                                      | Subcampeonatos                                              |
| ------------------------------ | -------------------------------------------- | ----------------------------------------------------------- |
| Liga de Promoción (1/0)        | Apertura 2025                                |                                                             |
| Liga Nacional de Ascenso (3/4) | Primera A 2005, Apertura 2014, Apertura 2019 | Apertura 2012, Apertura 2013, Apertura 2017, Clausura 2019. |
| Super Final LNA (1/0)          | 2015                                         |                                                             |

| Competición internacional        | Títulos           | Subcampeonatos    |
| -------------------------------- | ----------------- | ----------------- |
| Liga de Campeones de la Concacaf | Sin participación | Sin participación |

- Nota: En negrita los torneos activos.